# Triegubowka (obwód smoleński)
Triegubowka (ros. Трегубовка) – wieś (ros. деревня, trb. dieriewnia) w zachodniej Rosji, w osiedlu wiejskim Czistikowskoje rejonu rudniańskiego w obwodzie smoleńskim.

## Geografia
Miejscowość położona jest 25 km od granicy z Białorusią, 2 km od najbliższego przystanku kolejowego (Posiełkowaja), 5 km od drogi federalnej R120 (Orzeł – Briańsk – Smoleńsk – granica z Białorusią), 11 km od drogi magistralnej M1 «Białoruś», 18,5 km od centrum administracyjnego osiedla wiejskiego (Czistik), 24,5 km od centrum administracyjnego rejonu (Rudnia), 41 km od Smoleńska.
W granicach miejscowości znajdują się ulice: Gagarina, Pierwomajskaja, Szossiejnaja, Żeleznodorożnaja.

## Demografia
W 2007 r. miejscowość zamieszkiwało 51 osób.

## Historia
W czasie II wojny światowej od lipca 1941 roku wieś była okupowana przez hitlerowców. Wyzwolenie nastąpiło w październiku 1943 roku.
Uchwałą z dnia 20 grudnia 2018 roku w skład jednostki administracyjnej Czistikowskoje weszły wszystkie miejscowości (w tym Triegubowka) zlikwidowanego osiedla wiejskiego Smoligowskoje.